# Волконский, Николай Сергеевич (1753)
Князь Никола́й Серге́евич Волко́нский (30 марта 1753 — 3 февраля 1821) — генерал от инфантерии из рода Волконских, дед Льва Николаевича Толстого. Прообраз старого князя Болконского из романа «Война и мир».

## Биография

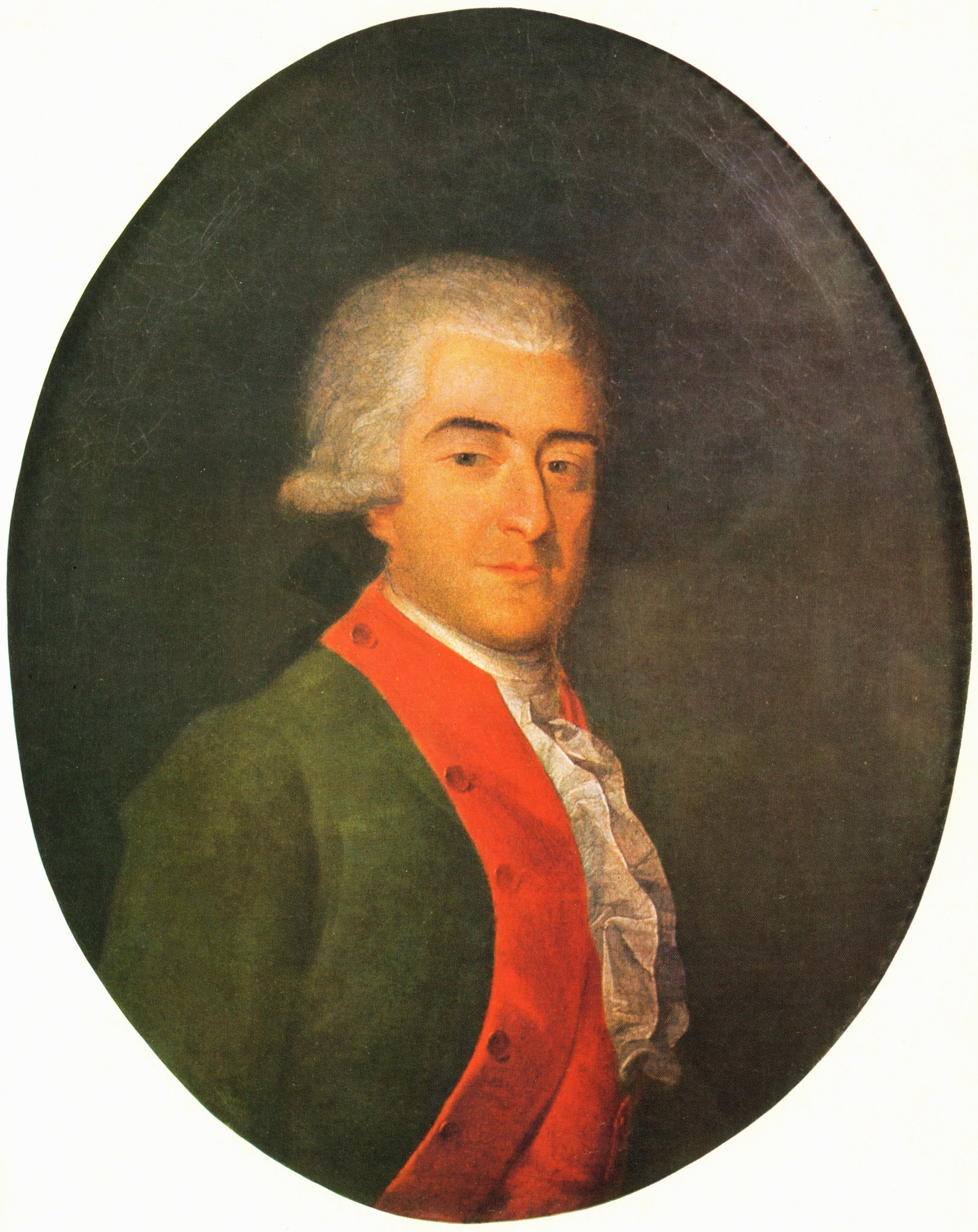
Портрет князя Николая Сергеевича Волконского, II половина XVIII в., Музей-усадьба «Ясная Поляна»

Сын генерал-майора князя Сергея Фёдоровича Волконского (1715—1784) от его брака с Марией Дмитриевной   Чаадаевой (ум. 1775). Сведения о службе Волконского немногочисленны и не всегда точны. Известно, что он получил светское образование в Главном немецком училище (Петришуле), куда поступил в 1765 году. Записанный, по обычаю того времени, в военную службу ещё ребёнком, князь Николай Сергеевич в 27 лет — капитан гвардии, был в свите Екатерины II при её встрече с австрийским императором Иосифом II в Могилёве (1780).
Сопровождал императрицу в её поездке по Крыму (1786). Пожалован полковником (1781), произведён в чин бригадира (1 января 1787), в чин генерал-майора, состоявшим при армии (14 апреля 1789). Есть данные и семейные предания об участии Волконского во время русско-турецкой войны во взятии Очакова (6 декабря 1788). Назначен послом в Берлин по случаю бракосочетания наследного принца, впоследствии короля Фридриха Вильгельма III (1793). Находился с войсками в Литве и Польше (1794)
По непонятным причинам уволился в отпуск на два года (1794). С воцарением Павла I Волконский вернулся на службу с назначением шефом Азовского мушкетёрского полка (3 декабря 1796) а затем был назначен военным губернатором Архангельска. Вышел в отставку (1799), занявшись воспитанием единственной дочери Марии (1790-1830).
Скончался 3 февраля 1821 года и погребён на кладбище Спасо-Андроникова монастыря. Его погребение, в числе многих других, было уничтожено в 1920-е годы (по данным Е. Г. Волконской, он погребён в Троице-Сергиевой лавре).

## Семья

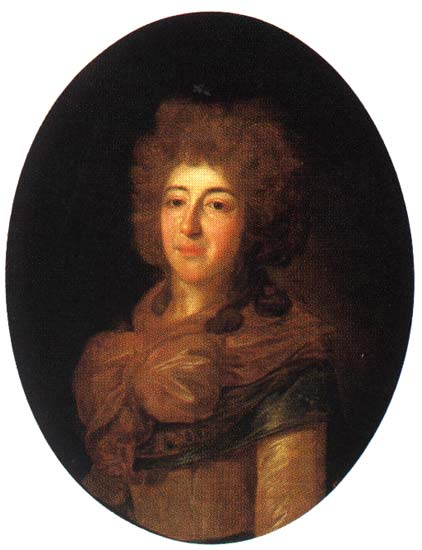
Екатерина Дмитриевна

Жена — княжна Екатерина Дмитриевна Трубецкая (15.09.1749—08.05.1792), младшая дочь князя Д. Ю. Трубецкого, внучка князя И. В. Одоевского, одного из любимцев Елизаветы Петровны. Умерла от родильной горячки, похоронена в Андрониковом монастыре. Дети:
- Мария Николаевна (10.11.1790—04.08.1830), замужем за графом Николаем Ильичём Толстым, мать Льва Толстого, прототип княжны Марьи в «Войне и мире». От отца получила в приданое имение «Ясная Поляна».
- Варвара Николаевна (27.04.1792[3]— ум. в детстве), родилась в Москве, крещена 9 мая 1792 года в Покровской церкви в Красном селе при восприемстве деда князя Д. Ю. Трубецкого и княгини М. М. Волконской.

## Письменные свидетельства Льва Толстого о деде — Николае Сергеевиче Волконском
- «Детство своё мать прожила частью в Москве, частью в деревне с умным, гордым и даровитым человеком, моим дедом Волконским»[4].
- «Дед мой считался очень строгим хозяином, но я никогда не слыхал рассказов о его жестокостях и наказаниях, столь обычных в то время… Я слышал только похвалы уму, хозяйственности и заботе о крестьянах и, в особенности, огромной дворне моего деда»[4]
- «Вероятно, у него было очень тонкое эстетическое чувство. Все его постройки не только прочны и удобны, но чрезвычайно изящны. Таков же разбитый им парк перед домом»[4].
- «Продолжать службу при Павле с его мелочными придирками было слишком тягостно для гордого, независимого характера князя. Он принял решение изменить свою жизнь, удалиться от двора с его интригами и заняться воспитанием дочери — ей уже исполнилось девять лет. Последние двадцать два года жизни князь провел с дочерью в Ясной Поляне. Волконский не был забыт в своем уединении… Даже Александр I во время одного из своих путешествий, проехав мимо Ясной Поляны, вернулся, чтобы нанести визит старому князю».[1]

## Московский дом Волконского
В Москве, в 1816 году, он приобрёл дом, на улице Воздвиженка, 9, у Прасковьи Грушецкой, дочери сенатора и генерал-майора Василия Владимировича Грушецкого, владевшего этим домом ещё с 1774 года (Волконские, как и Толстые, были в родстве с Грушецкими — дочь родной тёти В. В. Грушецкого, Марии Михайловны Гагариной (урожд. Грушецкая), Мария Петровна Гагарина, была замужем за Тимофеем Петровичем Волконским; другая же дочь Марии Михайловны, Екатерина Петровна Гагарина, была замужем за Борисом Ивановичем Толстым — родным братом Андрея Ивановича Толстого, прадеда писателя Льва Толстого).
Здание относится к городской усадьбе конца XVIII века, перестроенной после пожара (1812) и представлявшей в 1-й пол. XIX века великолепный образец ампирного ансамбля с симметрично расположенными воротами и флигелями. Волконский владел этим домом на протяжении пяти лет, отчего этот дом также известен в Москве, как главный дом усадьбы князей Волконских, или как «дом Болконских» из «Войны и мира».

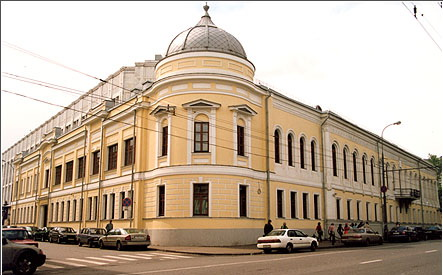
«Дом Болконских» в Москве (Воздвиженка,9)

В начале 1830-х гг. он перешел к Рюминым, рязанским помещикам. По словам современника, сына писателя М. Н. Загоскина, их «роскошные обеды и танцевальные вечера по четвергам привлекали всегда многочисленное общество». Л. Н. Толстому этот дом был хорошо знаком — он бывал здесь молодым на балах, где ухаживал за прелестной княжной Прасковьей Щербатовой. «Со скукой и сонливостью поехал к Рюминым, и вдруг окатило меня. Прасковья Щербатова прелесть. Свежее этого не было давно». Княжна вскоре вышла замуж за графа А. С. Уварова и стала одним из самых известных деятелей русской археологии.

### Дом в наши дни
В ночь (с 9 на 10 марта 2013) начались работы по надстройке, а также сносу Дома Болконского. В историческом здании, описанном в романе «Война и мир», как дом старого князя Болконского, были начаты работы по надстройке этажа, несмотря на то, что против этого (2012) выступал «Архнадзор» и под письмом в защиту дома были собраны более 3000 подписей москвичей.